# Фторопласт-32Л
Фторопла́ст-32Л [(-CF2-CFCl)n-CF2-CH2-]m — сополимер трифторхлорэтилена и фтористого винилидена. Крупнодисперсный порошок белого или слегка желтоватого цвета. Допускается наличие скомковавшихся частиц размером не более 10 мм.

## Свойства
Фторопласт-32Л стоек к концентрированным кислотам (азотной, соляной, олеуму, уксусной) и растворам щёлочей. Воздействие этих сред при комнатной температуре в течение месяца приводит к набуханию менее 1 %.
Фторопласт-32Л можно обрабатывать методами прессования, экструзии и литья под давлением. 
Покрытия на основе Ф-32Л имеют следующие эксплуатационные характеристики:
| Наименование показателя                                    | Значение  |
| ---------------------------------------------------------- | --------- |
| Относительное удлинение при разрыве, %                     | 500       |
| Ударная прочность на приборе У-1а, кгс*см                  | 50        |
| Твёрдость по М-З                                           | 0,55      |
| Эластичность по ШГ, мм                                     | 1         |
| Адгезионная прочность (сопротивление отрыву), кгс/см²      | 195       |
| Коэффициент диффузии 10%-ного раствора HCl при 90°С, см²/с | 4,3×10-10 |

## Марки
Существуют две марки фторопласта-32Л — «Н» с низкой вязкостью и  «В» с высокой, которые обладают следующими свойствами: 
| Наименование показателя                                             | марка «Н»       | марка «В»       |
| ------------------------------------------------------------------- | --------------- | --------------- |
| Отношение вязкостей 1%-го раствора в метилэтилкетоне и растворителя | от 1,56 до 1,90 | от 1,27 до 1,55 |
| Термостабильность (потеря массы), % не более                        | 0,6             | 0,8             |
| Массовая доля влаги, % не более                                     | 0,1             | 0,1             |
| Разрушающее напряжение при растяжении, не менее, H/мм² (кг/см²)     | 24,5 (250)      | 14,7 (150)      |

## Применение
Высокая растворимость фторопласта-32Л в сложных эфирах, кетонах и фторзамещённых углеводородах позволяет использовать его для изготовления химически устойчивых лаков холодной и горячей сушки, имеющих различные области применения, эмалей, влагозащитных антиадгезионных электроизоляционных покрытий, а также концентрированных латексов для пропитки тканей, улучшающей их механическую прочность и устойчивость к воздействию влаги агрессивных сред.  Покрытия из них в 30 раз менее влагопроницаемы, чем покрытия из полиэтилена, в 40—60 — чем из эпоксидных лаков, в 80—120 — чем из плёнок масляных лаков. Эти покрытия прозрачны, служат хорошими изоляторами, а также защищают от коррозии, диэлектрическими и легко очищаются от радиоактивных загрязнений.
Лаковые покрытия применяются при защите ёмкостей, труб, вентилей и датчиков при их эксплуатации в агрессивных средах при температуре до +60—70 °С. Прозрачность материала в инфракрасной области спектра даёт возможность использовать покрытия в оптической промышленности.
Фторопласт применяется для формирования тепло- и химически стойких влагонепроницаемых плёночных покрытий. При использовании марки «Н» покрытие получается более толстым, чем при использовании марки «В».